# Олона (река)
Оло́на (итал. Olona, ломб. Olona, Ulona) — река в Ломбардии на Севере Италии.
Площадь водосборного бассейна — 1038 км².
Длина реки — 131 км. Три из шести истоков реки находятся у деревни Раза-ди-Варезе (провинция Варесе) на склонах горы Монте-Мартика. Другие три истока находятся у деревни Вальганна. Вода из них используется для изготовления пива на знаменитой местной пивоварне Поретти, которая в настоящий момент является частью Carlsberg. Далее Олона протекает по провинциям Милан и Павия, где и впадает в реку По. Бо́льшая часть русла находится на Паданской равнине, в верховья Олона протекает по глубокой долине. У Олоны насчитывается 39 притоков. Крупнейший город на реке — Милан. В нижнем течении река сильно загрязнена промышленными отходами.

## Галерея

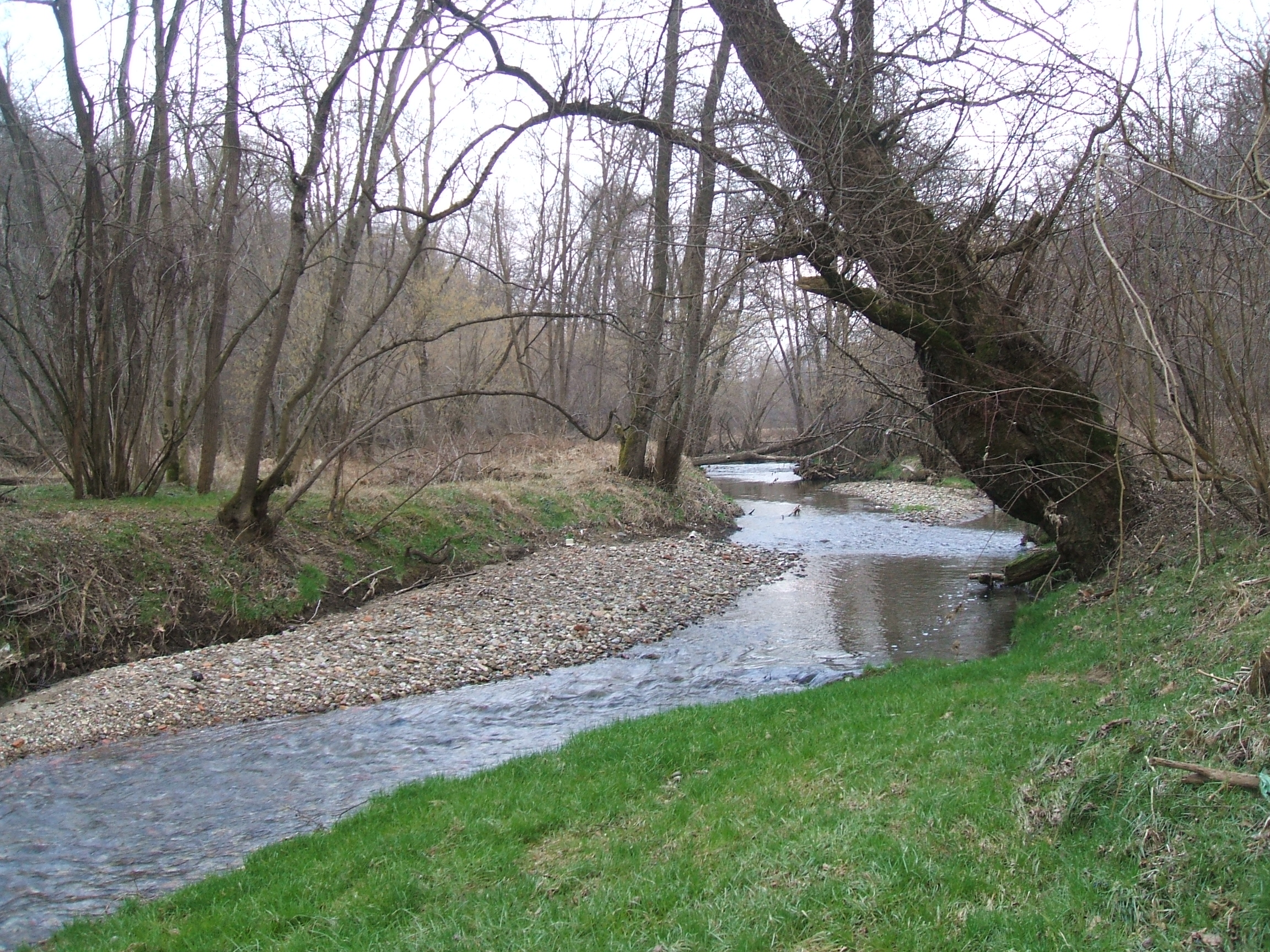
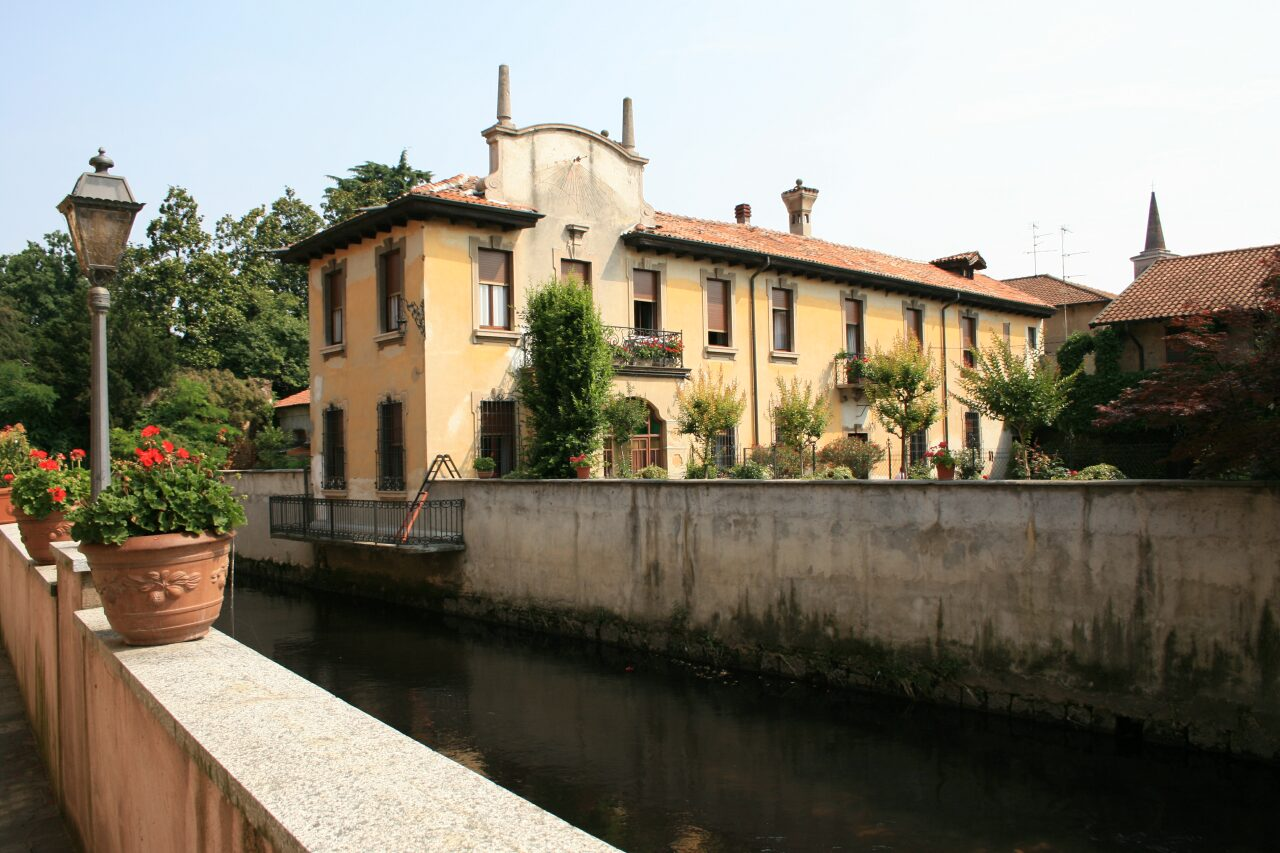